# Ostfälisch

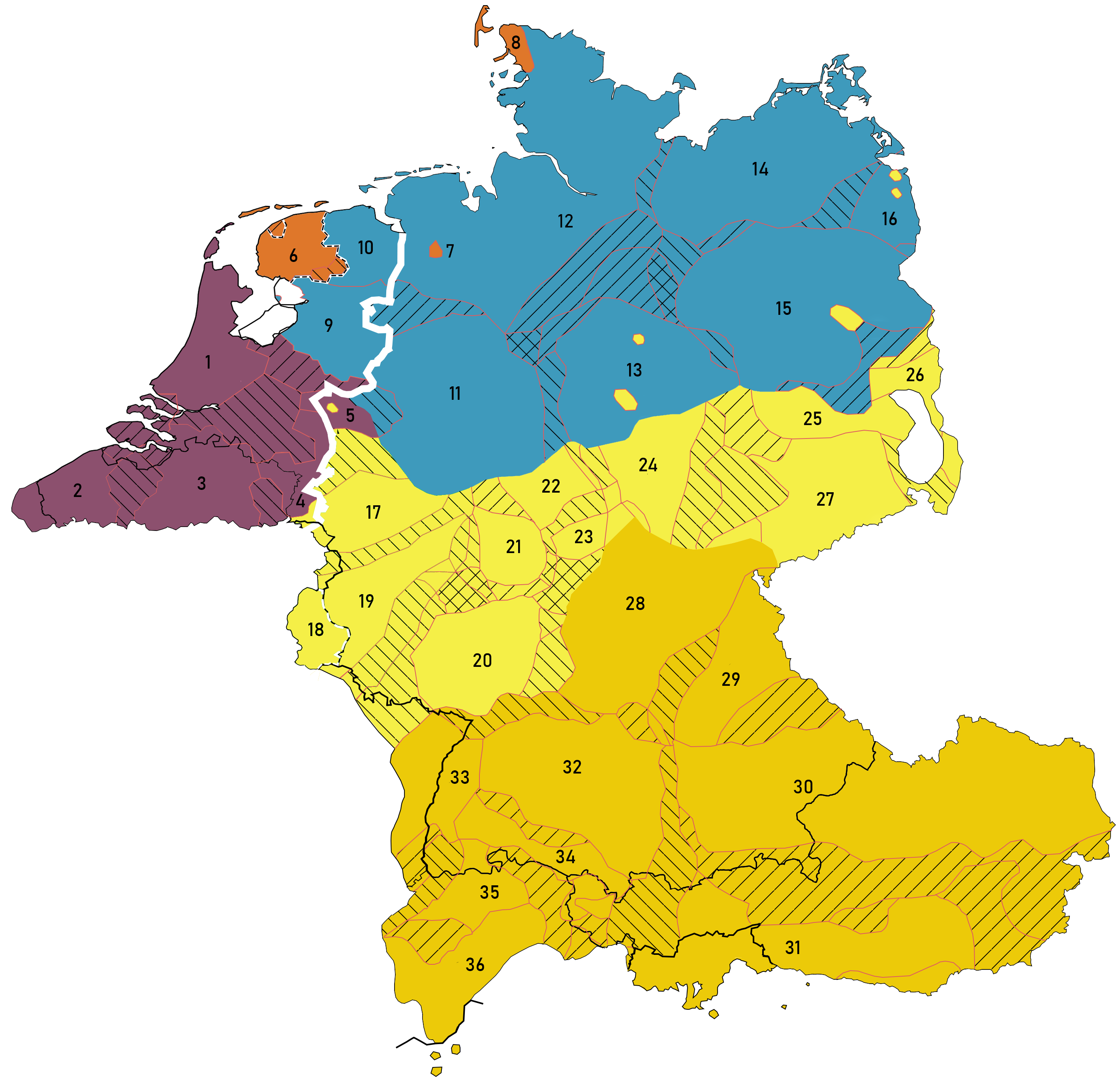
Das Ostfälische (13) innerhalb des niederdeutschen und des niederländischen Sprachraumes nach 1945

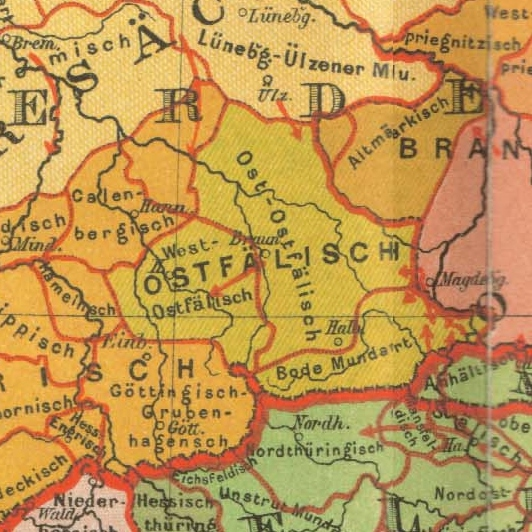
Das Verbreitungsgebiet der ostfälischen Mundart nach Brockhaus, 1894

Ostfälisch ist ein Dialektverband des Niederdeutschen, der in Niedersachsen ungefähr südöstlich einer Linie Uelzen – Celle – Hannover – Stadthagen – Bückeburg (einschließlich dieser Städte), also in der südlichen Lüneburger Heide und im Raum Hannover, Hildesheim, Braunschweig und Göttingen sowie in Sachsen-Anhalt in der Magdeburger Börde und im nordöstlichen bzw. nördlichen Harz und Harzvorland gesprochen wird (bzw. wurde). Auch kleine Gebiete nördlich von Kassel in Hessen und im thüringischen Teil des Eichsfeldes gehören zum ostfälischen Sprachgebiet, das einen Großteil des historischen Ostfalens ausmacht.

## Begriffserklärung
Der Begriff ostfälisch für den niederdeutschen Dialekt zwischen Weser und Elbe entstammt der Sprachwissenschaft des späten 19. Jahrhunderts, die sich erstmals nahezu flächendeckend mit den Dialekten in diesem Raum befasste und dabei die hier (ansatzweise) zu beschreibenden Gemeinsamkeiten und Eigenheiten feststellte. Da diese sich zum Teil bis zu den (spärlichen) Schriftzeugnissen der altniederdeutschen Zeit zurückverfolgen lassen, wurde der seitdem untergegangene Name des östlichen Teils des ehemaligen altsächsischen Stammesherzogtums für diesen Zweck reaktiviert. — Auch wenn der Name Ostfalen seit dem Ende des 20. Jahrhunderts auch in anderen Zusammenhängen Verwendung findet (z. B. Deuregio Ostfalen), hat er im täglichen Leben der Region höchstens marginale Bedeutung. Sprecher des Ostfälischen sprechen in Zusammenhang mit ihrem Dialekt oft nur von Plattdüütsch/Plattduitsch. Dabei grenzt man sich jedoch klar von anderen niederdeutschen Dialekten bspw. durch die eigene Wortwahl ab. So sagt man kören für hdt. sprechen, statt Nordniedersächsischem snacken oder proten.

## Sprachliche Beschreibung
Ein Hauptmerkmal des Ostfälischen sind die charakteristischen Objektpronomen mek und dek im Gegensatz zu mi und di im Nordniedersächsischen, jeweils für hochdeutsch mir und mich bzw. dir und dich, sowie auch öhne, ösch/össek und jöck (nordniederdeutsch em, u[n]s, jo [ju], hochdeutsch ihm/ihn, uns, euch). Das Ostfälische stimmt zwar mit vielen niederdeutschen Dialekten (mit Ausnahmen z. B. im südlichen Westfälisch) darin überein, dass in den genannten Formen der Dativ mit dem Akkusativ zusammengefallen ist (zu weiteren Einzelheiten vgl. den Artikel zu den Personalpronomina der germanischen Sprachen), seine Besonderheit zeigt sich aber darin, dass sich bei allen diesen Formen der Akkusativ gegenüber dem Dativ durchgesetzt hat (im Nordniedersächsischen ist es genau umgekehrt). Im Ostfälischen hat sich mit der Form üsch ein Akkusativ der ersten Person Plural erhalten (vgl. althochdeutsch unsih, altenglisch ūsic [neben ūs], ebenso hochalemannisch üs, südbairisch ins im oberdeutschen Sprachraum).
Besondere Merkmale des Ostfälischen sind unter anderem:
- Erhalt von Schwa-Lauten in Nebensilben durch eine deutlich weniger fortgeschrittene Nebensilbenabschwächung als im Nordniedersächsischen.[2]
  - Auslautendes -e in Substantiven im Nominativ wie Sprake (Sprache) und Wiele (Weile), aber auch teilweise dort, wo auch das Hochdeutsche diese nicht mehr besitzt, wie bspw. in Harte (Herz), Frue (Frau), Herre (Herr), Bäre (Bär).
  - Auslautendes -e in Adjektiven/Adverbien, wie dicke (dick) und wisse (gewiss).
  - In Endungen wie -unge, -ige und -nisse.
  - Resthafte Erhaltung des ge-Präfix beim Partizip II (Partizip Perfekt). So heißt es z. B. elopen (gelaufen), ewest (gewesen) und egahn (gegangen). Diese Restsilbe fällt jedoch weg, solange das vorhergegangene Wort bereits auf einem -e endet. Eine Ausnahme dazu bildet das Heideostfälische, da dort bereits Nordniedersächsische präfixlose Formen auftreten.
  - Als Markierung des Dativ, so heißt es z. B. uppen Felle (auf dem Feld).
  - Im Inlaut in Substantiven wie bei Angest (Angst).[3]
  - Bei Infinitiven, vor allem bei daun (tun) wie in „mit enen wat t' daune hebben“ (mit jemandem etwas zu tun haben).[4]
- Ausbleiben der Tondehnung in offener Silbe vor -el, -en, -er in der Folgesilbe, z. B. ostfälisch Löppel (Löffel), betten (bisschen), Pepper (Pfeffer) gegenüber nordniedersächsisch Lepel/Löpel, beten, Peper.[5]
- Fehlender Umlaut in Präpositionen. Dazu gehören for, unner und over, statt Nordniedersächsisch för, ünner und över.

Dem Ostfälischen fehlt ein einheitlicher Schriftstandard, sodass die Schreibung der Wörter von Region zu Region und selbst von Autor zu Autor stark variiert. Dabei orientieren sich die Autoren jeweils meist an einer lautlichen Umschreibung ihrer eigenen Aussprache auf Grundlage der deutschen Standardorthografie. Die Orthografie nach Johannes Sass, wie sie in großen Teilen Norddeutschlands Verwendung findet, wird aufgrund der hohen sprachlichen Unterschiede für das Ostfälische nicht verwendet, da sie sich von der tatsächlichen Aussprache des Autors stark unterscheiden würde.

## Gegenwärtiger Stand
Im Gegensatz zum Nordniedersächsischen, das im Radio und Fernsehen noch häufiger vorkommt und das noch ein größeres zusammenhängendes Sprachgebiet besitzt, wird Ostfälisch nur noch von einigen wenigen, fast ausschließlich älteren Menschen gesprochen. Im Gegensatz zu anderen niederdeutschen Dialekten ist aber vor allem im Kerngebiet um Hannover, Braunschweig und Hildesheim, der Dialekt auch im ländlichen Bereich vielerorts gänzlich verschwunden. Vereinzelt finden sich noch Leute in Mundartgruppen zusammen, um plattdeutsche Geschichte zu lesen und das sprachliche Kulturgut zu pflegen. In den äußersten südlichen und nördlichen Randgebieten des Ostfälischen werden moderne Formen des Dialekts in seltenen Ausnahmefällen von der älteren Landbevölkerung aber auch wie im Nordniedersächsischen im Alltag noch verwendet.

## Regionale Varianten
Innerhalb des Ostfälischen bildet sich trotz genannter Gemeinsamkeiten kein homogenes Bild ab und es werden häufig Unterteilungen zu Untermundarten des Ostfälischen unternommen. Niebaum teilt das Ostfälische in vier Bereiche ein:
- Heideostfälisch (Uelzen bis Celle) als Übergang zum Nordniedersächsischen. Hier überwiegen apokopierte Formen und ein präfixloses Partizip II. Außerdem heißt die Kopula hier wesen statt sien im restlichen Sprachgebiet.
- Elbostfälisch (Zwischen Harz, Elbe und Ohre) als Übergang zum Mitteldeutschen. So endet u. a der Einheitsplural auf -en, statt -et und es herrscht Präteritalausgleich nach mitteldeutscher Art (kam und kamen gegenüber nördlicheren Formen kamm und keimen).
- Göttingisch-Grubenhagensch (Im Südwesten auf dem Gebiet der alten Fürstentümer Göttingen und Grubenhagen) als Ausläufer einiger ostwestfälischer Erscheinungen. So etwa die Monophthongierung des aus altem ô2 entstandenen Diphthongs zu aa im Süden und der Beibehaltung des Zwielauts au im Norden (Baam, bzw. Baum statt kernostfälischem Boom/Beom), sowie die Aussprache von spirantisierten /g/ als ch und stimmlosen /s/ (gegen stimmhaften /z/ im restlichen Sprachgebiet) im Anlaut.[7]
- Kernostfälisch (Hannover, Hildesheim und Braunschweig) als Kerngebiet des Ostfälischen. Hier bewahrt sich z. B. der Unterschied von Dativ und Akkusativ im Sg. fem. (der Frue gegen de Frue). Außerdem weist das Kernostfälische eine besondere Stellung im Bezug zur Diphthongierung auf, wie nachfolgend beschrieben.

Im Kerngebiet des Ostfälischen bildet sich bezüglich des Lautinventars eine Grenze deutlich heraus. So lässt dieses zwischen Hildesheim und Braunschweig in ein östliches und ein westliches Kernostfälisch unterteilen. Während im westlichen Ostfalen, ursprünglich lange i, u und ü diphthongiert werden, treten diese im Osten nur als Monophthong auf. So ist es bspw. Hildesheimisch „möine briunen Huiser“ und in Helmstedt „miene brunen Hüser“. Das westliche Gebiet, welches sich durch ein nahezu Monophthong freies Lautinventar charakterisieren lässt, beginnt bei Sarstedt und Peine im Norden, bis es nach und nach bei Einbeck im Süden vielerorts von Monophthongen wieder abgelöst wird. In einer größeren Sprachinsel im Kern dieses Gebietes um Hildesheim herum ist langes i als gerundetes /öi/ und außerhalb dieses als ungerundetes /äi/ diphthongiert. Das westliche Kerngebiet wird durch die zentrale Lage der Stadt Hildesheim auch als Hildesheimisch bezeichnet. Außerdem werden die Personalpronomen im Westen als ek, mek, dek und im Osten als ik, mik, dik ausgesprochen, wodurch auch die Bezeichnungen mek-Gebiet für das westliche und mik-Gebiet östliche Gebiet verwendet werden. Weitere Unterscheidungsmerkmale sind u. a. die 1. Person Singular der Kopula als sin im Westen und bin im Osten oder die Wörter nichts und soll, welches im Westen als nix und schall und im Osten als nist und sall auftritt.
Im Westen von Hannover wird die Mundart im Bereich des Calenberger Landes bis nach Hameln im Westen der Calenberger Dialekt bezeichnet. Dieser weist bis zum Steinhuder Meer noch alle typisch ostfälischen Eigenschaften auf und kann im Norden, Westen und Osten durch eine mek-mik Grenze von Nachbardialekten getrennt werden. Im Süden geht dieser Dialekt fließend in Hildesheimer Platt über, da sich dieser sprachlich kaum vom westlichen Kerngebiet unterscheidet.  Beschrieben wurde das Calenberger Platt u. a. durch Christian Flemes.
Zu Teilen sprachwissenschaftlich beschrieben wurde das westliche Gebiet u. a. durch Ernst Löfstedt, Hermann Heibey und Dr. Emil Mackel und das östliche von Hoffmann von Fallersleben und Edvin Brügge.
Eine Besonderheit im Heideostfälischen stellen einige Orte bei Gifhorn da, da mnd. langes u in diesem Gebiet an einigen Orten bei Gifhorn als langes ü realisiert wird, wie bspw. im Papenteicher Platt.
Weitere spezifische Übergangsmundarten bilden die Münnisch-Mundart (in Hann. Münden) im Süden, Holzland-Ostfälisch (in Teilen des Landkreises Börde) und die Huy-Mundart (in Teilen des Landkreises Harz).
Bis nach Lüneburg wird zum Teil auch noch vom Ostfälischen gesprochen, da dort traditionell auch noch mik und nicht mi gesprochen wird. Die meisten anderen typischen ostfälischen Eigenschaften weist die Region jedoch nicht mehr auf.
Die Mundarten der städtischen Regionen näherten sich bereits früh dem Hochdeutschen an und es bildeten sich dort zunehmend Mischdialekte, sog. Missingsch. Dadurch unterschied man bald diese Stadtmundarten von den umliegenden „reineren“ ländlichen Mundarten. Beispielsweise unterscheidet Coërs in seiner Beschreibung des Hildesheimischen die ländliche Aussprache als „Friu“ von der städtischen Aussprache als „Frö“.
Spezifischere Unterteilungen des Ostfälischen, wie die Sprachinsel Dauscher Platt in Duingen, in der lange u wie im Standarddeutschen als /au/ ausgesprochen werden, gibt es viele, da sich häufig von Dorf zu Dorf bereits bestimmte sprachliche Unterschiede ausmachen ließen, welche oft durch volksmundlich weitergegebene Spottverse untereinander deutlich gemacht wurden. Weitere zu erwähnende Sprachinseln sind dabei eine Region nordwestlich von Braunschweig, wo „Kauken“ (hdt. Kuchen), wie es im größten Teil Ostfalens auftritt als „Käken“ ausgesprochen wird.
| Hochdeutsch   | Hildesheim (westlich) | Wolfenbüttel (östlich) | Celle (nördlich) | Göttingen (südlich) |
| ------------- | --------------------- | ---------------------- | ---------------- | ------------------- |
| ich bin       | ek sin                | ik bin                 | ik bin           | ek bin              |
| mich/mir      | mek                   | mik                    | mik              | mek                 |
| dich/dir      | dek                   | dik                    | dik              | dek                 |
| uns           | üsch                  | ösch                   | ösch             | össek               |
| sein (Kopula) | söin                  | sien                   | wesen            | sein                |

## Phonetik
| Westgermanisch | Hochdeutsch | Ostfälisch | Phonemisch | West-Ostfälisch (Hildesheimisch) |
| -------------- | ----------- | ---------- | ---------- | -------------------------------- |
| *swīn          | Schwein     | Swīn       | /svi:n/    | [svœɪn ~ svɛɪn]                  |
| *hūs           | Haus        | Hūs        | /hu:s/     | [hⁱu:s]                          |
| *hūsu          | Häuser      | Hǖser      | /hy:zer/   | [huɪzər]                         |
| *bōk           | Buch        | Bauk       | /bauk/     | [bɐok]                           |
| *bōku          | Bücher      | Boiker     | /boiker/   | [bɔɪkər]                         |
| *māan          | mähen       | maien      | /maien/    | [majən]                          |
| *fleugan       | fliegen     | flaigen    | /flaijen/  | [flajən]                         |
| *kukinā        | Küche       | Kȫke       | /kø:ke/    | [kʏəkə]                          |
| *baum          | Baum        | Bōm        | /bo:m/     | [bɛom]                           |
| *geban         | geben       | gēben      | /ge:(b)m/  | [gi:əm]                          |
| *etan          | essen       | ǟten       | /ɛ:tn/     | [ɛɐtn]                           |
| *makōn         | machen      | māken      | /ma:ken/   | [mɒ:ᵄkŋ]                         |

| Phonem       | Phon                | Phon            | Phon     | Anmerkung                                                                               |
| Phonem       | Anlaut              | Inlaut          | Auslaut  | Anmerkung                                                                               |
| ------------ | ------------------- | --------------- | -------- | --------------------------------------------------------------------------------------- |
| /g/          | [ɣ ~ j] (südl. [ç]) | [j]             | [ç]      | mit Vorderzungenvokal                                                                   |
| /g/          | [ɣ ~ j] (südl. [x]) | [ɣ]             | [x]      | mit Hinterzungenvokal                                                                   |
| /b/ bzw. /v/ | [b]                 | [β ~ ʋ ~ v]     | [p], [f] | Ursprünglich eher labiodental                                                           |
| /s/          | [z] (südl. [s])     | [z] (südl. [s]) | [s]      | Vereinzelt lassen sich Ausnahmen für [s] im Anlaut in eigentlichen [z]-Gebieten finden. |
| /r/          | [r]                 | [r]             | [r ~ ɾ]  | vermehrt [ʁ] ab Ende des 20. Jahrhunderts durch Einfluss des Hochdeutschen              |
| /d/          | [d]                 | ∅               | [t]      | -                                                                                       |

### Sprachwissenschaft
- Rolf Ahlers: Sprechlehre und Schreiblehre für ostfälisches Plattdeutsch – Gedanken und Hinweise zum Sprechen und Schreiben. Wendeburg 2001, ISBN 3-932030-13-3.
- Karl Bischoff: Sprache und Geschichte an der mittleren Elbe und der unteren Saale (= Mitteldeutsche Forschungen, Bd. 52). Köln/Graz 1967.
- Edvin Brugge: Vokalismus der Mundart von Emmerstedt · Mit Beiträgen zur Dialektgeographie des östlichen Ostfalen. Lund (Schweden) 1944.
- Ursula Föllner, Saskia Luther, Dieter Stellmacher (Hrsg.): Der Raum Ostfalen. Geschichte, Sprache und Literatur des Landes zwischen Weser und Elbe an der Mittelgebirgsschwelle. Frankfurt am Main 2015, ISBN 978-3-631-65054-7.
- Ulrich Scheuermann: Aspekte einer Sprachgeschichte des Ostfälischen. In: Handbücher zur Sprach- und Kommunikationswissenschaft, Band 2, de Gruyter, Berlin 2003, S 2663–2673, ISBN 3-11-015883-3

### Wörterbücher
- Georg Schambach: Wörterbuch der niederdeutschen Mundarten der Fürstenthümer Göttingen und Grubenhagen oder Göttingsch-Grubenhagen'sches Idiotikon, Hannover, 1858.
- Henry Beck: Idiotikon von Nordsteimke bei Vorsfelde, In Jahrbuch des Vereins für Niederdeutsche Sprachforschung [Niederdeutsches Jahrbuch] Jg. 23 (1897). S. 131–154; Jg. 24 (1898). S. 113–128.
- R. Sprenger: Versuch eines Quedlinburger Idiotikons, In: Jahrbuch des Vereins für Niederdeutsche Sprachforschung [Niederdeutsches Jahrbuch]. Jg. 29 (1903). S. 139–160; Jg. 30 (1904). S. 1–32.
- R. Block: Idiotikon von Eilsdorf, bei Halberstadt, In: Jahrbuch des Vereins für Niederdeutsche Sprachforschung [Niederdeutsches Jahrbuch]. Jg. 34 (1908). S. 45 ff.; Jg. 36 (1910). S. 146 f.
- Otto Fischer: Idiotikon der Mundart von Lichtenberg in Braunschweig, In: Jahrbuch des Vereins für Niederdeutsche Sprachforschung [Niederdeutsches Jahrbuch]. Jg. 60/61  (1934/35). S. 152–161.
- Paul Alpers (Hrsg.): Kleines plattdeutsches Wörterbuch des Landkreises Celle. Celle 1955 (als Manuskript vom Landkreis Celle vervielfältigt).
- Heinrich Sievers: Wörterbuch der in Betheln heimischen Mundart, Alfeld-Leine, 1955.
- Franz Wrede: Plattdeutsches Wörterbuch des Kirchspiels Sievershausen, Kreis Burgdorf i. Hannover. Ein Beitrag zur Mundart der Südheide, Celle 1960.
- Heinrich Heike-Cramm: Auswahl aus dem Wortschatz der plattdeutschen Sprache Groß Gleidingens und Umgebung. Braunschweig 1970.
- Hans-Friedrich Rosenfeld: Wernigeroder Wörterbuch. Neumünster 1975, ISBN 3-352-94612-4.
- Friedrich Binroth: Wie hait dat woll in Platt? ∙ Kleines Wörterbuch für ostfälisch Platt. Cremlingen 1987, ISBN 3-9800219-8-X.
- Albert Hansen: Holzland-Ostfälisches Wörterbuch. Besonders der Mundarten von Eilsleben und Klein Wanzleben. Ummendorf 1994.
- Franz Wrede, Jürgen Schierer, Harald Gold: Hochdeutsch-Plattdeutsches Wörterbuch (Ostfälisch). Peine 1995, ISBN 3-926560-32-0 (Basiert auf Franz Wredes Wörterbuch von 1960).
- Wilhelm Schrader: Plattdeutsches Wörterbuch für Helmstedt und Umgebung. Auf der Grundlage der Mundart von Emmerstedt.
  - Teil  I: Hochdeutsch-Plattdeutsch. Peine 1999, ISBN 3-926560-38-X.
  - Teil  II: Plattdeutsch-Hochdeutsch. Peine 2000, ISBN 3-926560-31-2.
- Hans J. Toll: Das kleine Hannoversche Wörterbuch. (Herausgeber: Wolfgang Risse), Hannover 2001, ISBN 3-923976-36-4.
- Heinrich Sievers, Heinrich Keese (Herausgeber: Werner Sührig): Ostfälisches Platt im Hildesheimer Land. (Wörterbuch, Sprachlehre und Grammatik), Hildesheim 2002, ISBN 3-487-11594-8.
- Otto Rohkamm: Nordharzer Wörterbuch. Plattdeutsch. Auf der Grundlage der Mundart von Harzburg und der oberen Oker. Peine 2003, ISBN 3-926560-47-9.
- Christian Flemes: Das kleine Buch der hannoverschen Mundart. Sprüche und Redensarten in Calenberg-Stadthannoverscher Mundart mit Wörterbuch (Herausgeber: Wilhelm Netzel), Hannover 2005, ISBN 3-923976-47-X.
- Wilfried Zilz: Das Ortswörterbuch von Eltze in der Region Hannover. Bielefeld 2010, ISBN 978-3-89534-885-3.
- Klaus Freise: Hildesheimer Platt, Hildesheim, 2010, ISBN 3-86955-472-X.